# Corydalis stenantha
Corydalis stenantha là một loài thực vật có hoa trong họ Anh túc. Loài này được Franch. mô tả khoa học đầu tiên năm 1889.